# Martina Horvat
Martina Horvat (* 22. September 1979) ist eine kroatische Fußballspielerin.
Horvat debütierte am 6. Juni 2002 in einem Class B EM-Qualifikationsspiel gegen die Auswahl Israels. Dieses Spiel ging mit 1:2 verloren. Es wurde aufgrund von politischen Unruhen in Israel in der ukrainischen Hauptstadt Kiew ausgetragen. Weitere Berufungen folgten nicht mehr.